# Autoridad de Tránsito de Chicago
La Autoridad de Tránsito de Chicago (en inglés:Chicago Transit Authority), también conocida como CTA, es la operadora de transporte en masa dentro de la Ciudad de Chicago, Illinois. Es el segundo sistema de tránsito más grande en los Estados Unidos y el cuarto en América del Norte. La Autoridad de Tránsito de Chicago ofrece rutas de autobuses y rutas subterráneas por toda la ciudad, al igual que rutas suburbanas. 
La CTA es la corporación municipal que inició operaciones el 1 de octubre de 1947 hasta la compra y combinación de los activos de transporte de la  Compañía de Tránsito Rápido y las Líneas de Superficie de Chicago de trolebuses. En 1952, la CTA compró los activos del Chicago Motor Coach Company, en la cual estaba bajo control del fundador de Yellow Cab John D. Hertz, dando resultado a una empresa completamente unificada. Actualmente, la CTA es una de las tres juntas de servicio con apoyo financiero de la  Autoridad Regional de Transporte.